# Palloseura Kemi Kings
O Palloseura Kemi Kings, também conhecido como PS Kemi, é um clube de futebol finlandês com sede na cidade de Kemi. Foi fundado em 21 de outubro de 1999, após uma fusão entre três clubes locais. Em sua história, detém um título da Ykkönen.

## História
O PS Kemi foi fundado em 21 de outubro de 1999, resultado de uma fusão entre Kemin Pallotoverit (KPT), Kemin Palloseura (KePS) e Visan Pallo. Porém, os clubes fundadores continuaram suas atividades em categorias de base. Em 29 de abril de 2000, debutou na Ykkönen com uma derrota para o FF Jaro.
Após mais de uma década em divisões inferiores, o PS Kemi obteve duas promoções consecutivas, vencendo a Ykkönen em 2015 e estreando na Veikkausliiga do ano seguinte. O clube permaneceu na principal divisão do futebol finlandês até 2018.
Em 2019, foi decretada a falência da PS Kemi Oy, empresa que gerenciava o PS Kemi. Por conseguinte, as atividades do clube foram interrompidas e um novo fundado, o Kemi City FC. Este último permaneceu em atividade por três anos, tendo sido extinto para o retorno do PS Kemi.

## Títulos
- Ykkönen: 2015.[3]